# Chilicola catamarcense
Chilicola catamarcense är en biart som beskrevs av Packer 2007. Chilicola catamarcense ingår i släktet Chilicola och familjen korttungebin. Inga underarter finns listade i Catalogue of Life.